# Concert per la Llibertat
|  | No s'ha de confondre amb Concert per la llibertat. Barcelona 2017. |

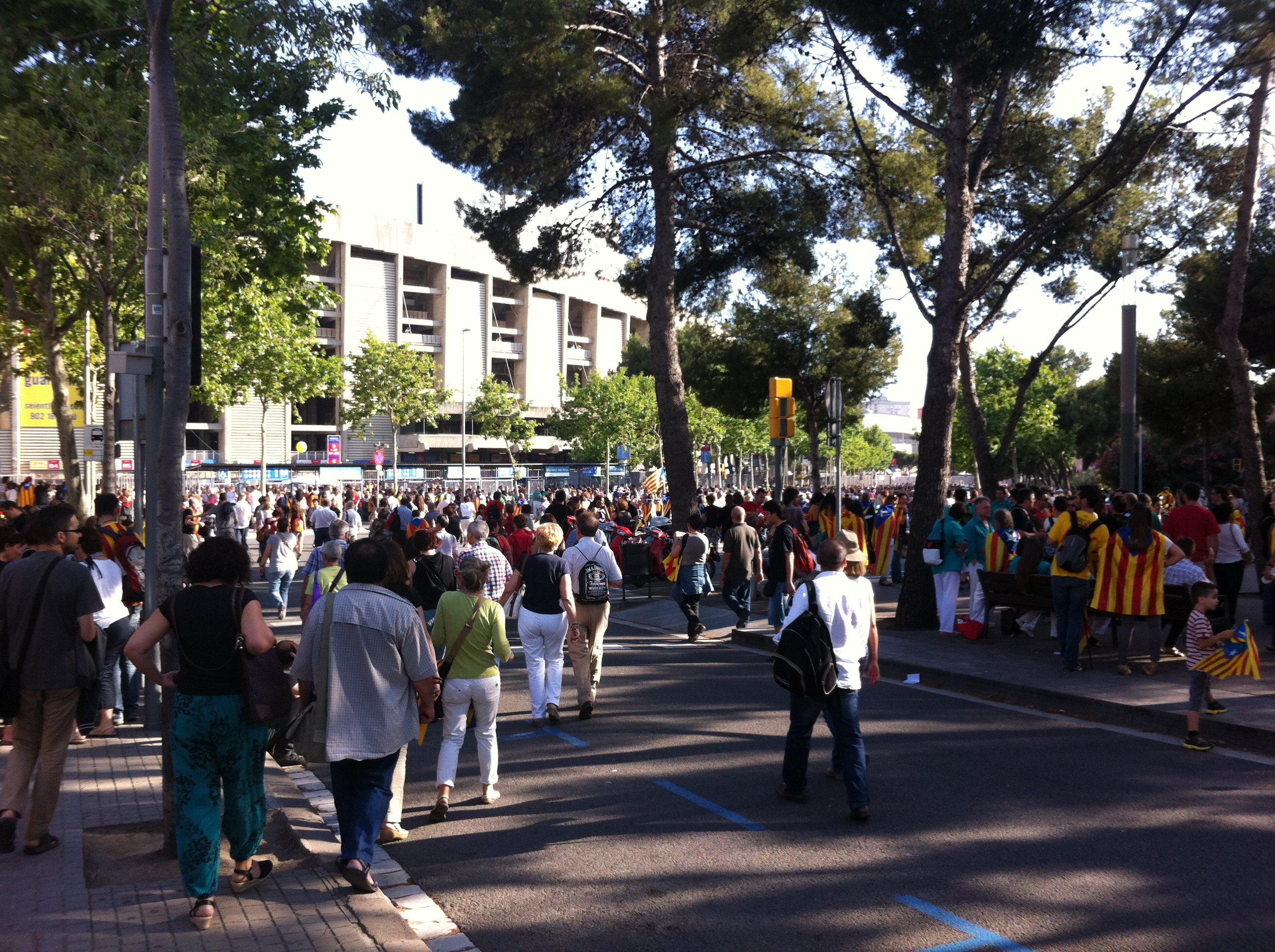
Exterior del concert

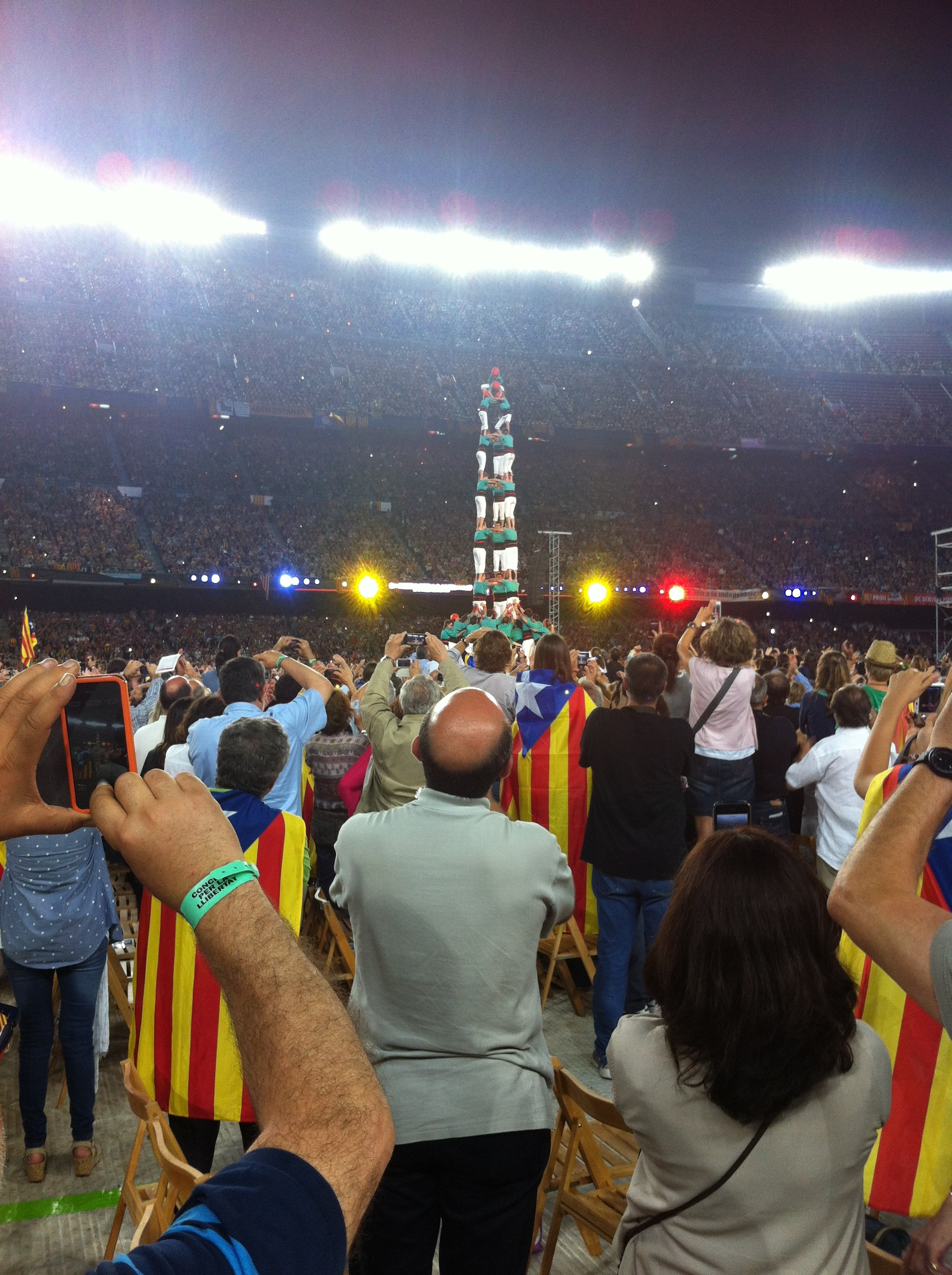
Castellers de Vilafranca

El Concert per la Llibertat va ser un concert celebrat al Camp Nou de Barcelona el 29 de juny del 2013, organitzat per Òmnium Cultural juntament amb altres entitats de la societat civil, com l'Assemblea Nacional Catalana o la Plataforma ProSeleccions Esportives Catalanes amb l'objectiu de reclamar, mitjançant el llenguatge universal de la música, el dret del poble català i de tots els pobles del món a poder decidir lliurement i democràtica el mateix futur. Hi assistiren uns 90.000 espectadors.
Entre la manifestació "Catalunya, nou estat d'Europa" i la Via Catalana, va escenificar una altra gran mobilització social a favor de la independència. Hi van actuar més de 400 artistes, com Lluís Llach, Sopa de Cabra, Miquel Gil, Pastora, Joana Serrat, Jofre Bardagí, El Grup de Folk, Lídia Pujol, Maria del Mar Bonet, Marina Rossell, Mercedes Peón, Nena Venetsanou, l'Orfeó Català, Paco Ibáñez, Pascal Comelade, Ramoncín, Pep Sala, Pere Jou de Quart Primera, Peret, Projecte Mut, Sabor de Gràcia, Ferran Piqué, Joan Enric Barceló i Eduard Costa d'Els Amics de les Arts i Brams, entre més. Els directors artístics van ser Gerard Quintana i Lluís Danés, que es va encarregar de l'escenografia, amb diverses escales a dalt de l'escenari que simbolitzaven el camí cap a la llibertat.
També van estar presents al Camp Nou nou consellers del govern català i membres destacats de la majoria dels partits polítics catalans, els quals donen suport al dret a decidir dels catalans. Muriel Casals, presidenta d'Òmnium Cultural, es va dirigir al públic afirmant que «la causa de la independència de Catalunya no és contra res ni contra ningú» i demanant a la classe política que el camí cap a la consulta «no pot ajornar-se».

## Prèvia
El dilluns 3 de juny es posaren a la venda les entrades per al concert, que es vengueren pràcticament totes (60.000) aquell mateix dia, amb unes cues virtuals que arribaren a superar les sis hores d'espera per a comprar les entrades. Això provocà que l'organització paralitzés la venda d'entrades en un primer moment i que, el dia 17 en posés 20.000 més a la venda, tot i que situades al gol sud de l'estadi, darrere de l'escenari.
Quan el cantant Dyango va anunciar la seva participació en el Concert per la Llibertat va indignar alguns sectors espanyolistes. Dyango no es va deixar intimidar per l'actitud agressiva i amenaçant dels tertulians del canal eclesiàstic 13 TV, un dels vaixells insígnies del nacionalisme espanyol, contra el seu independentisme. Va afirmar que en la situació actual caldria celebrar un referèndum a Catalunya i, en última instància, aconseguir la separació d'Espanya. Peret també denuncià pressions espanyoles i amenaces pel fet de participar en el concert.
El cantautor canari Pedro Guerra cancel·là la seva participació en el concert al·legant que l'acte havia derivat en "reivindicacions purament independentistes que no comparteix" i que "aquella no és la seva lluita" afirmant, però, que no havia rebut pressions. La cantant Mayte Martín també va resultar baixa de darrera hora per motius semblants, tot i que després va penedir-se «per haver-me deixat endur per l'enuig».

## Concert

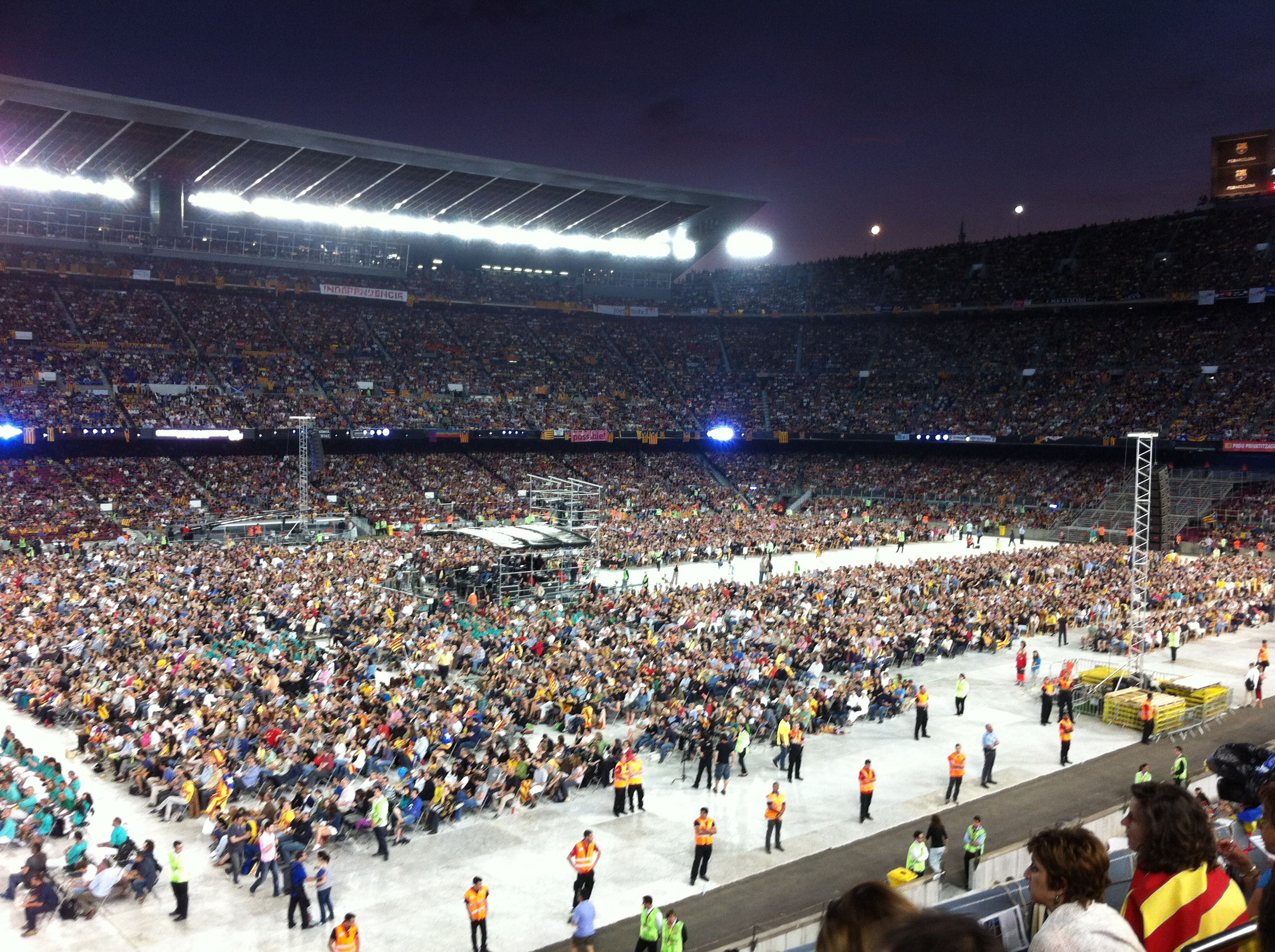
Vista parcial del Camp Nou durant el concert.

Abans del concert es va organitzar una fira d'entitats als afores del Camp Nou i el Banc dels Aliments va establir punts de recollida de menjar per als més necessitats, amb un total de 25 tones d'aliments recaptades.
L'acte es va dividir en dues parts. A la primera meitat, diversos artistes van interpretar cançons relacionades amb la llibertat i temes catalans de l'imaginari popular, com L'emigrant, amb Peret; Què volen aquesta gent?, amb Maria del Mar Bonet i la Companyia Elèctrica Dharma, i Camins, de Sopa de Cabra.
Durant la primera part, hi va haver lectures de textos intercalades entre cançons, a càrrec de Cristina Plazas, Anna Sahun, Bonaventura Clotet, Manel Esteller, Miquel Casas, Pere-Joan Cardona, Alícia Casals, Isona Passola, Ventura Pons, Joel Joan, Jordi Díaz, Josep Pedrals, Lluís Soler, Màrius Serra, Matthew Tree, Montserrat Carulla, Núria Feliu, Quim Masferrer, Roger Coma i Sílvia Bel. Els textos eren de Bertolt Brecht, Dolors Miquel, Enric Casasses, Jacint Verdaguer (La veu del Montseny Arxivat 2014-06-27 a Wayback Machine.), Joan Margarit, Joana Raspall (El vell vestit), Maria Àngels Anglada, Marià Villangómez, Miquel Martí i Pol, Montserrat Abelló, Salvador Espriu (El meu poble i jo), Vicent Andrés Estellés, Joan Brossa, Josep Maria de Sagarra (La campana de Sant Honorat Arxivat 2013-05-23 a Wayback Machine.).
Entre les dues parts del concert, Muriel Casals va llegir el manifest oficial de l'acte i seguidament l'Orfeó Català va interpretar Els Segadors mentre el públic va formar un mosaic gegant que deia «Freedom Catalonia 2014». A continuació, els Castellers de Vilafranca van realitzar un 3 de 9 amb folre, el qual representà el primer castell de nou descarregat al Camp Nou i un dels castells presenciats en directe per més gent.
La segona meitat va estar formada per cançons de Lluís Llach, cantades tant per ell com altres artistes com l'Orfeó Català, Gossos, Ramoncín, Pastora i Miquel Gil, per retre homenatge al concert de Llach al Camp Nou de 1985, recordat com un clam en defensa dels drets nacionals de Catalunya.

## Programa
| Intèrprets | Actuació                         |
| --- | -------------------------------- |
| Primera part |                                  |
| Cobla de Cambra de Catalunya | Juny                             |
| Cobla de Cambra, Pascal Comelade i Enric Casasses | Sense el ressò del dring         |
| Pere Jou, Andreu Rifé, Joan Dausà i Jofre Bardagí | Qualsevol nit pot sortir el sol  |
| Grup de Folk (Eduard Estivill, Jaume Arnella, Oriol Tramvia, Jordi Pujol i Isidor Marí)                                                                | Vull ser lliure                  |
| Sabor de Gràcia | Ningú no comprèn ningú           |
| Projecte Mut | Jo tenc una enamorada            |
| Pep Sala i Dyango | Boig per tu                      |
| Peret | L'emigrant / Ella té molt poder  |
| Joan Isaac i Joan Amèric | A Margalida                      |
| Yacine Belahcene i Yannis Papaioannou | La mala reputació                |
| Paco Ibáñez | Como tú                          |
| Mercedes Peón | Ben linda                        |
| Joana Serrat i Xavier Baró | Aquesta terra                    |
| Jordi Batiste i Meritxell Gené | Escolta-ho en el vent            |
| Sopa de Cabra | Camins                           |
| Theo | Catalonia (Louisiana)            |
| Fermin Muguruza | Gora Herria                      |
| Pau Alabajos i Cesk Freixas | Al vent                          |
| Brams | Vull per demà                    |
| Maria del Mar Bonet i Companyia Elèctrica Dharma | Què volen aquesta gent?          |
| Companyia Elèctrica Dharma i Cobla de Cambra de Catalunya                                                                                              | La presó del rei de França       |
| Carles Santos i Cobla per la Independència | Fanfàrria                        |
| Parlament de Muriel Casals |                                  |
| Orfeó Català, Cobla de Cambra de Catalunya i el públic                                                                                                 | Els Segadors                     |
| Castellers de Vilafranca | 3 de 9 amb folre                 |
| Segona part |                                  |
| Lluís Llach | Venim del nord, venim del sud    |
| Pastora | Tinc un clavell per a tu         |
| Gwen Perry i Gisele Jackson | Que tinguem sort                 |
| Gossos | Bressol de tots els blaus        |
| Lluís Llach | Un núvol blanc                   |
| Lídia Pujol | País petit''                     |
| Miquel Gil | El jorn dels miserables          |
| Franca Masu | Maremar                          |
| Nena Venetsanou | Vaixell de Grècia                |
| Marina Rossell | Que feliç era, mare              |
| Alessio Lega | Abril 74                         |
| David Alegret | Amor particular                  |
| Orfeó Català | Campanades a morts               |
| Joan Isaac, Ferran Piqué, Joan Enric Barceló, Eduard Costa, Pere Jou, Andreu Rifé, Joan Dausà, Jofre Bardagí, Xavier Baró, Enric Hernàez, Orfeó Català | No és això, companys, no és això |
| Gerard Quintana i Pascal Comelade | I si canto trist                 |
| Cris Juanico | Viatge a Ítaca I                 |
| Gorka Knörr | Viatge a Ítaca II                |
| Mercedes Peón | Com un arbre nu                  |
| Beth, Ivette Nadal i Bikimel | Laura                            |
| Maria del Mar Bonet | Alè                              |
| Manel Camp, Nabil Mansour, Masil, Yacine Belahcene, Ismael, Ramoncín i Cor per la Integració                                                           | L'estaca                         |
| Tots | Tossudament alçats               |

## Ressò internacional
El Concert per la Llibertat va despertar l'interès d'uns quants mitjans de comunicació internacionals, vint dels quals estaven acreditats al Camp Nou; hi varen ser presents agències de notícies (com Reuters i Associated Press) i diferents diaris, televisions i ràdios de França, Alemanya, Itàlia, Polònia, Holanda, Portugal, etc. Una de les imatges més comentades va ser la del mosaic que es va desplegar a les grades del camp mentre sonava l'himne dels Segadors.
Entre els titulars es troba: 
- Le Figaro (França): Un stade sang et or pour l'indépendace de la Catalogne (Un estadi sang i or per la independència de Catalunya)
- L'Indépendant (França): Grand concert pour l'indépendance catalane ce samedi soir au Camp Nou avec Lluis Llach (Gran concert per la independència catalana aquesta nit de dissabte al Camp Nou amb Lluis Llach)
- Wiener Zeitung (Àustria): 90.000 fordern bei "Konzert für Freiheit" Unabhängigkeit Kataloniens (90.000 criden independència pels catalans al 'Concert per la Llibertat')
- De Standaard (Bèlgica, Flandes): «90.000 mensen op concert voor onafhankelijkheid Catalonië» (90.000 persones al concert per a la independència de Catalunya)
- RTBF Info (Valònia): Quelque 90 000 personnes au “Concert pour la Paix” pour indépendance de la Catalogne (Unes 90.000 persones al 'Concert per la Pau' per la independència de Catalunya)
- Stol (Tirol del Sud): 90 000 fordern bei „Konzert für Freiheit“ Unabhängigkeit Kataloniens Arxivat 2013-07-03 a Wayback Machine. (90.000 criden independència pels catalans al 'Concert per la Llibertat')
- Zürcher Unterländer (Suïssa): 90 000 fordern bei „Konzert für Freiheit“ Unabhängigkeit Kataloniens Arxivat 2013-08-03 a Wayback Machine. (90.000 criden independència pels catalans al 'Concert per la Llibertat')
- Neue Luzerner Neitung (Suïssa): Katalonen fordern Unabhängigkei Arxivat 2016-03-03 a Wayback Machine. (Els catalans demanen la independència)
- Seizh (Bretanya): Barcelone : 90 000 personnes au « concert pour la liberté » de la Catalogne Arxivat 2013-07-09 a Wayback Machine. (Barcelona: 90.000 persones al 'Concert per la Llibertat' de Catalunya)
- RTP Noticias (Portugal) - Catalães celebram luta pela independência da Catalunha (Els catalans celebren la lluita per la independència de Catalunya)
- Enikos (Grècia): ”Πλημμύρισαν” το Καμπ Νου Arxivat 2013-07-03 a Wayback Machine. (El Camp Nou, inundat')
- Tanea (Grècia): Συναυλία για την Ελευθερία της Καταλωνίας ('Concert per la Llibertat de Catalunya')
- 24Sports (Xipre): «Πλημμύρισε» το Καμπ Νου για την ανεξαρτησία της Καταλονίας (El Camp Nou, inundat per la independència de Catalunya)
- BBC Amèrica Latina: Multitudinario concierto por la independencia de Cataluña (Multitudinari concert per la independència de Catalunya)